# 15597 Piotrlazarek
15597 Piotrlazarek eller 2000 GM96 är en asteroid i huvudbältet som upptäcktes den 6 april 2000 av LINEAR i Socorro County, New Mexico. Den är uppkallad efter Piotr Lazarek.
Den tillhör asteroidgruppen Koronis.